# سنديان حاد
السنديان الحاد نوع نباتي شجري من جنس السنديان من الفصيلة الزانية.

## الموئل والانتشار
ينتشر هذا النوع في شرق آسيا من الصين وكوريا إلى اليابان.

## الوصف النباتي
شجرة يصل ارتفاعها إلى 25-30 م. الأوراق مسننة الحواف وحادة الطرف، ومن هنا أتى الاسم.